# Église Sainte-Pétronille de Roquestéron-Grasse
L'église Sainte-Pétronille est une église à la Roque-en-Provence (anciennement Roquestéron-Grasse) dans les Alpes-Maritimes. L'édifice est inscrit au titre des monuments historiques le 20 juillet 1942.

## Historique
Du Xe siècle au XIVe siècle, Rocca Sterone a été le fief des Rostaing de Thorame-Castellane. C'est cette famille qui a construit au XIIIe siècle le château dont il reste les ruines d'une tour sur le plateau au-dessus de l'église. Le village est alors implanté près du château.
En 1388, Roquestéron a reconnu le comte de Savoie comme suzerain. En 1438, le village est devenu un fief des Grimaldi de Bueil. Le village s'est progressivement déplacé pour se développer sur les deux rives de l'Estéron au XVe siècle.
L'abbaye de Lérins possède le prieuré Saint-Jean à Rocca Sterone au XIe. Grâce aux libéralités de Laugier Roux, le prieuré a possédé plusieurs biens dans la vallée de l'Estéron, en 1028 et 1046.
L'église du prieuré Saint-Jean, actuelle église Sainte-Pétronille, est construite à la fin du XIIe siècle ou au début du XIIIe siècle. C'est l'église d'un prieuré de montagne construite simplement avec peu de moyens. L'évêque de Glandèves attribue au prieuré l'église Notre-Dames-des-Ferres.
En 1353, il n'y avait plus au prieuré de Roquestéron qu'un prieur et un moine et il est uni d'office au prieur clautral de l'abbaye de Lérins en 1444. En 1351, l'église de Roquestéron est alors mentionnée comme église Saint-Érige.
L'abbé de Lérins Théodore Tardivi a indiqué, en 1617, que la chapelle est «  en fort bon estat ».
Le duc de Savoie est devenu roi de Sardaigne en 1720. En 1760, le roi de France et le roi de Sardaigne décidèrent de modifier la frontière entre le royaume de France et le comté de Nice. Le traité de Turin, signé le 24 mars 1760 fixe la frontière dans le lit de l'Estéron. Le village de Roquestéron est coupé en deux. L'église Sainte-Pétronille est alors dans le royaume de France et devient l'église paroissiale du village appelé La Roque-en-Provence, avant de devenir Roquestéron-Grasse. La partie restée dans le comté de Savoie s'est appelée Roquesteron-Puget, actuelle Roquesteron. L'église Saint-Érige a été construite en rive gauche de l'Estéron, côté resté sarde, à partir de 1735.
Roquestéron-Grasse est devenu un poste stratégique pour surveiller la nouvelle frontière. L'église va jouer le rôle de belvédère. L'église est surélevée pour installer un poste de garde et un chemin de ronde au-dessus de la nef avec des ouvertures de tir au XVIIIe siècle. On voit encore sur le pignon occidental la base du clocher-mur d'origine.
L'église a été restaurée en 1976-1978.

## Architecture

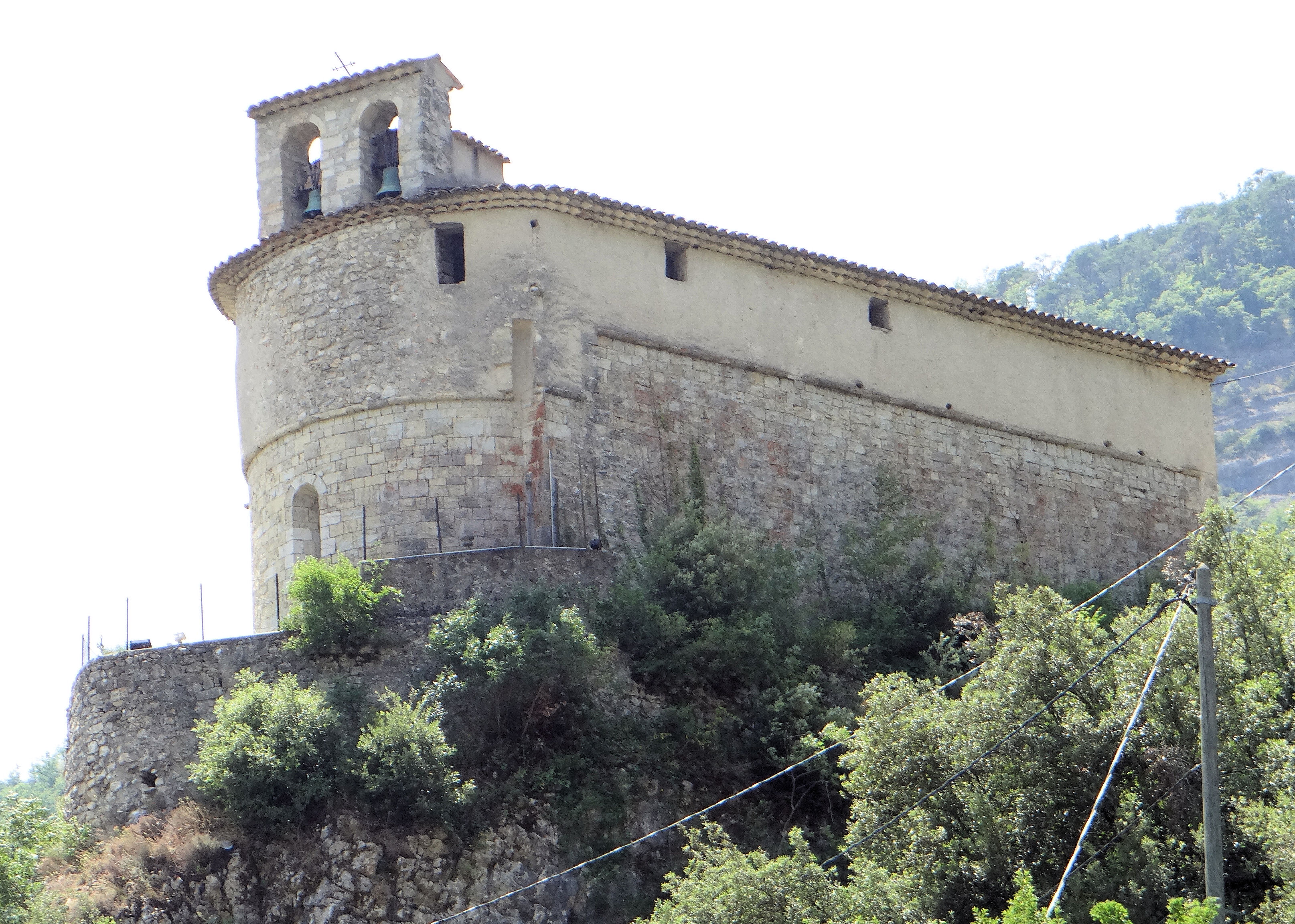
Le chevet de l'église.

La nef comporte trois travées voûtées en berceau en plein cintre sur doubleaux portés par des pilastres. Elle se termine par une abside semi-circulaire voûtée en cul-de-four. Dans le chevet, une baie cruciforme a été ouverte dans le pignon ainsi qu'une baie dans l'axe.
La porte occidentale a été ouverte tardivement. Une petite porte sur le flanc sud s'ouvre sur le cimetière.
L'ancien cordon marque la limite entre l'élévation initiale des murs avec la surélévation faite pour installer un chemin de ronde. Le clocher se voit au-dessus du chevet.

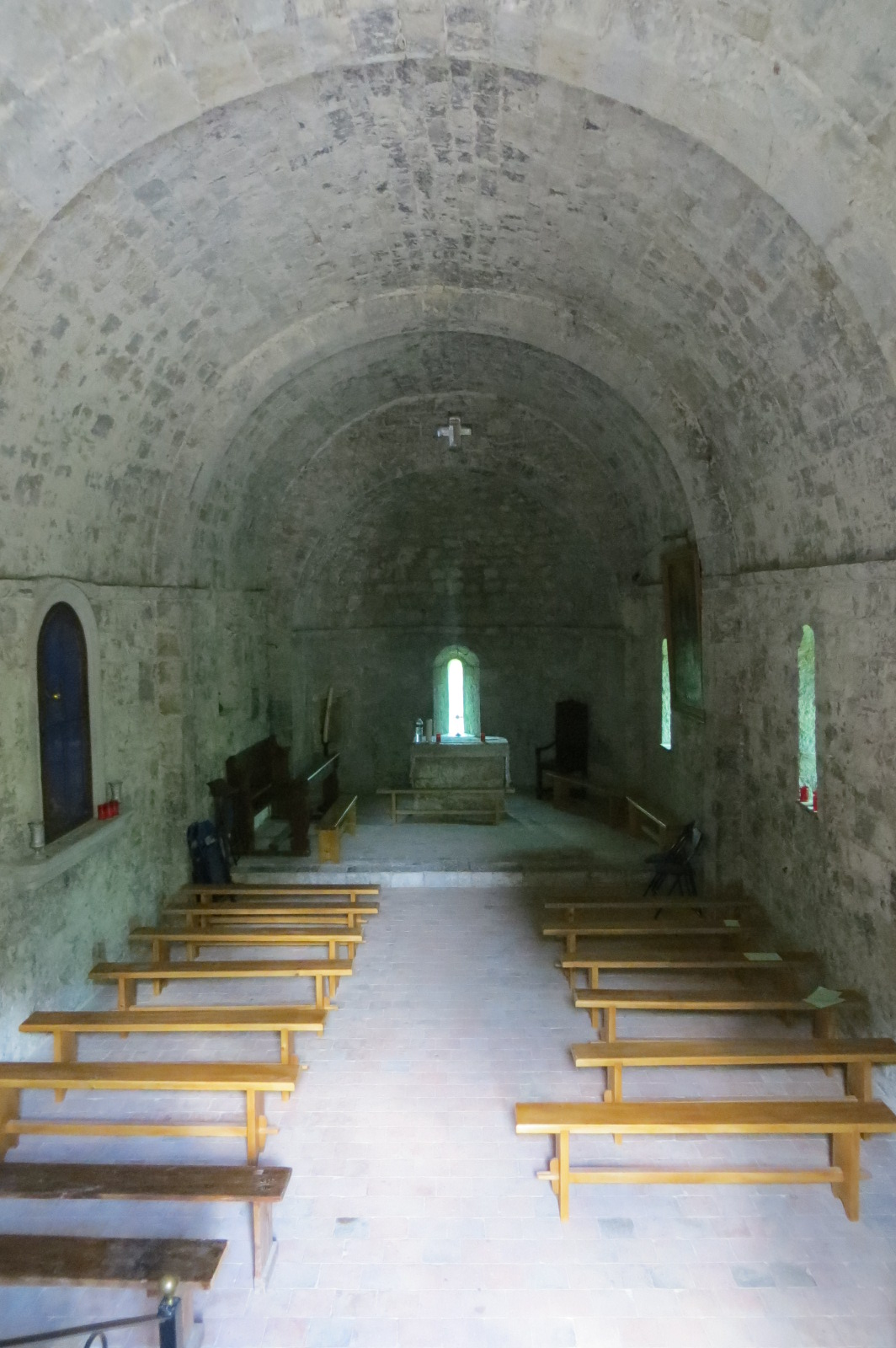
Intérieur de l'église (mobilier actuel), vue prise du narthex surélevé.
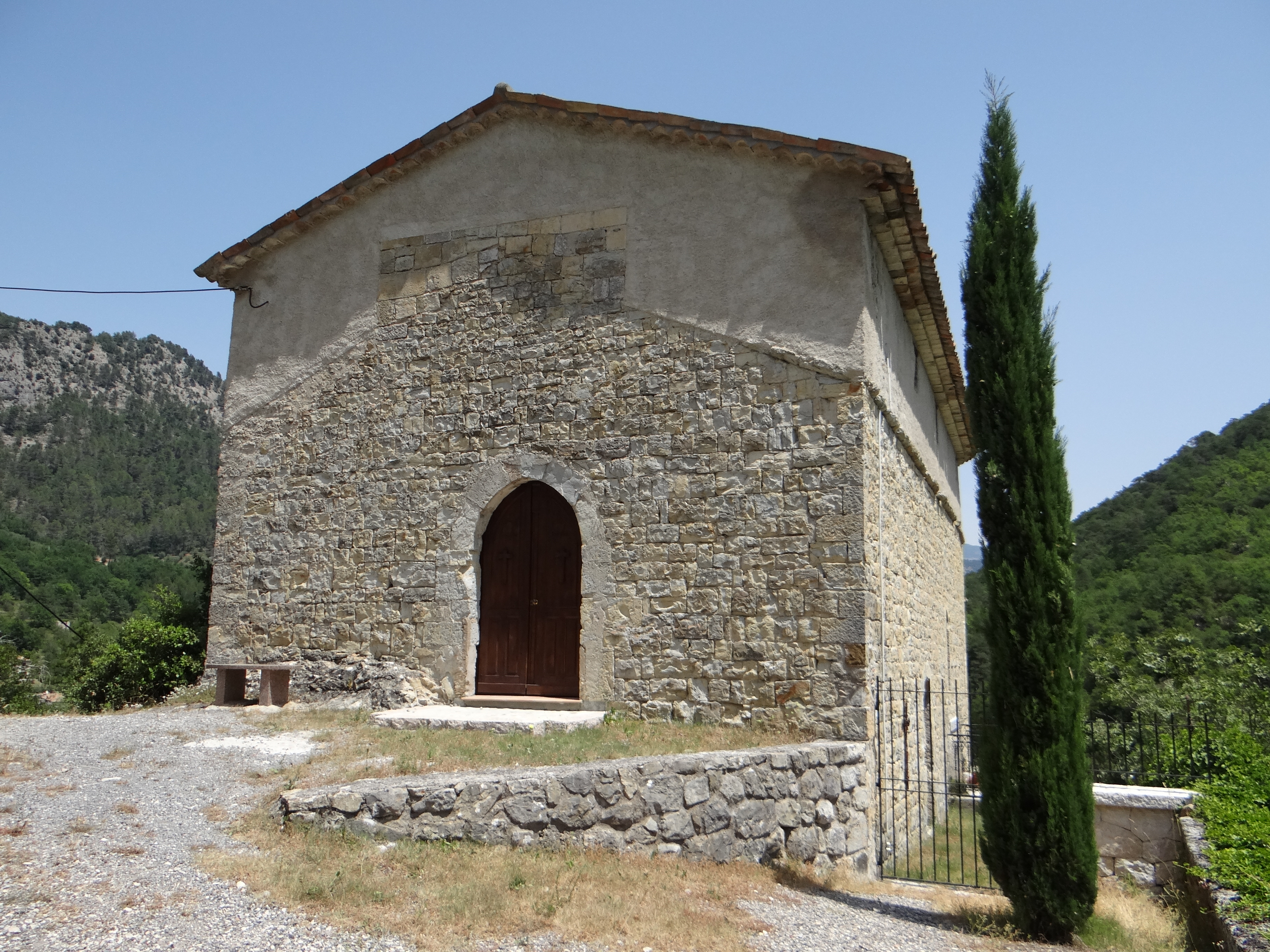
A droite, accès à l'ancien cimetière (et chemin de ronde).
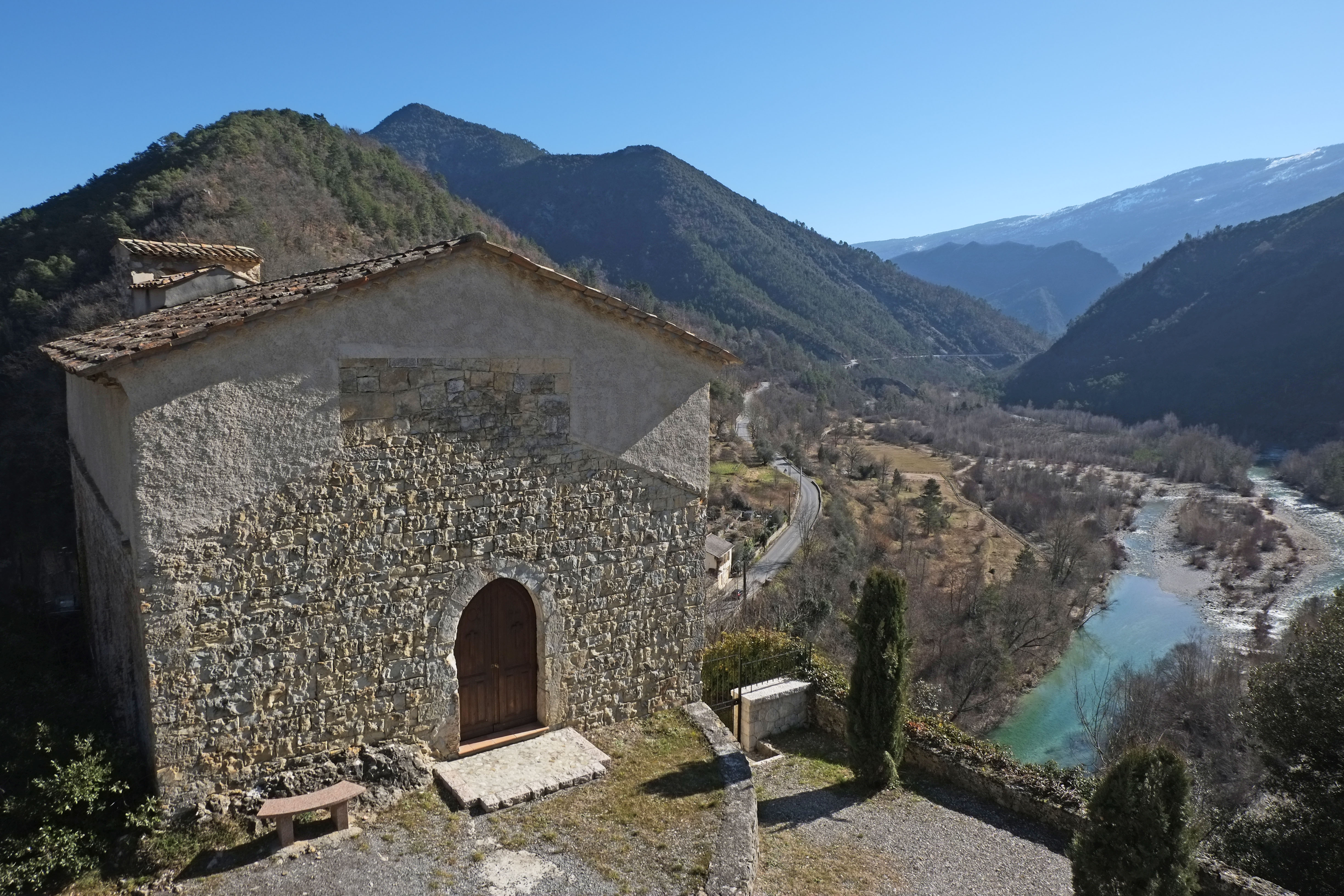
L'église surplombant l'Estéron.
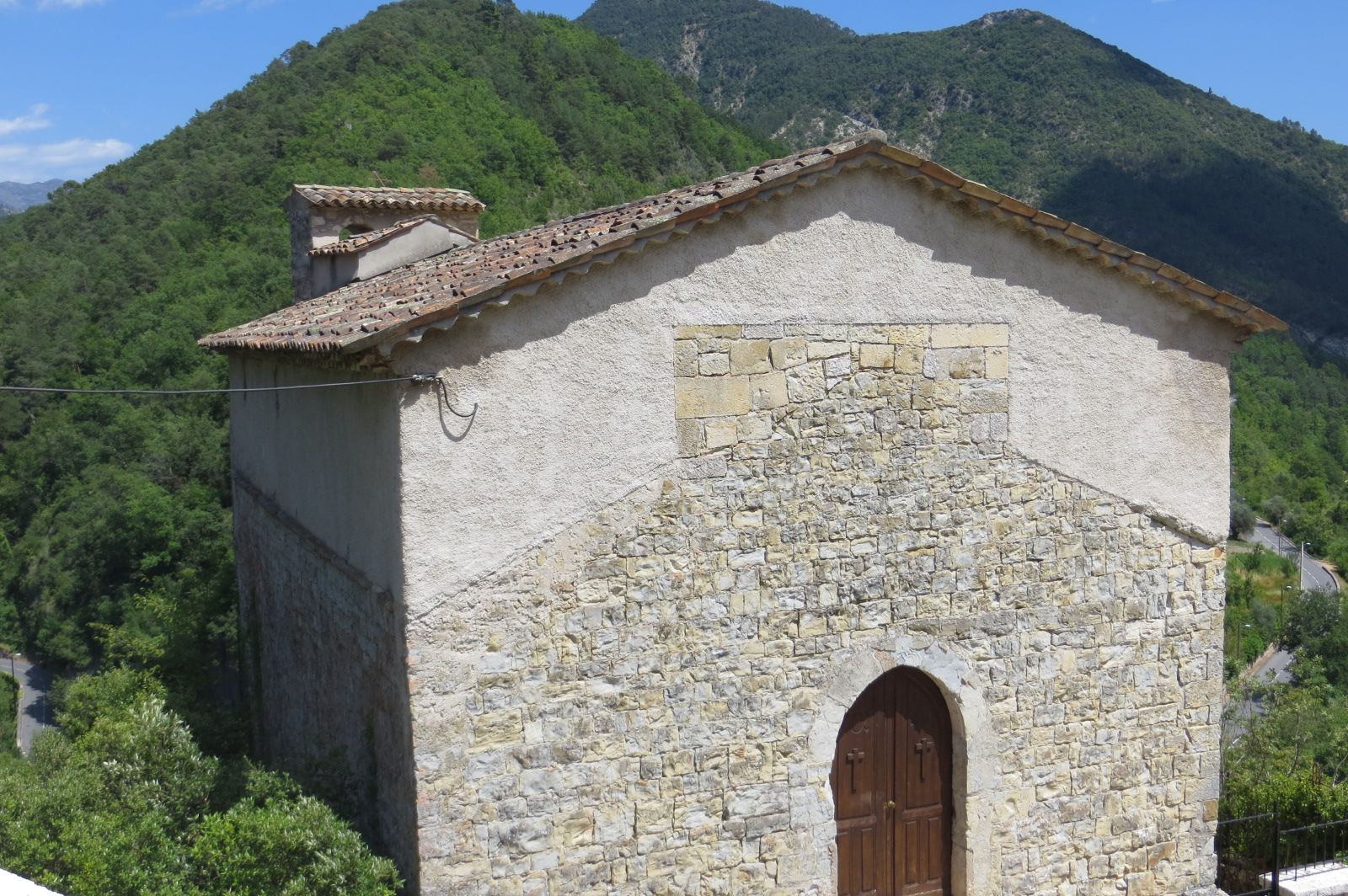
Façade (Ouest) médiévale distincte et surélévation.
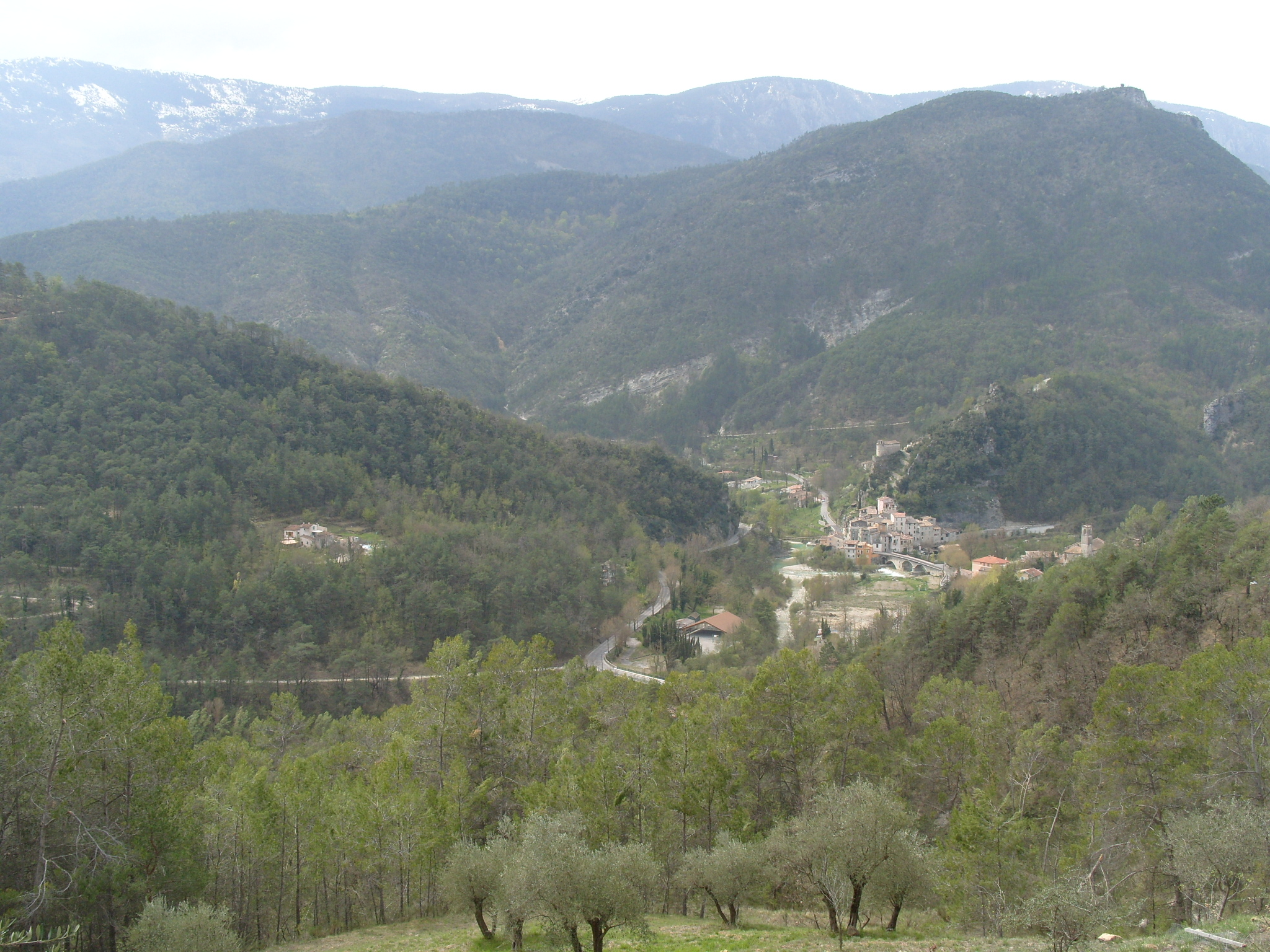
Vue générale du village, colline de Sainte Pétronille à droite.
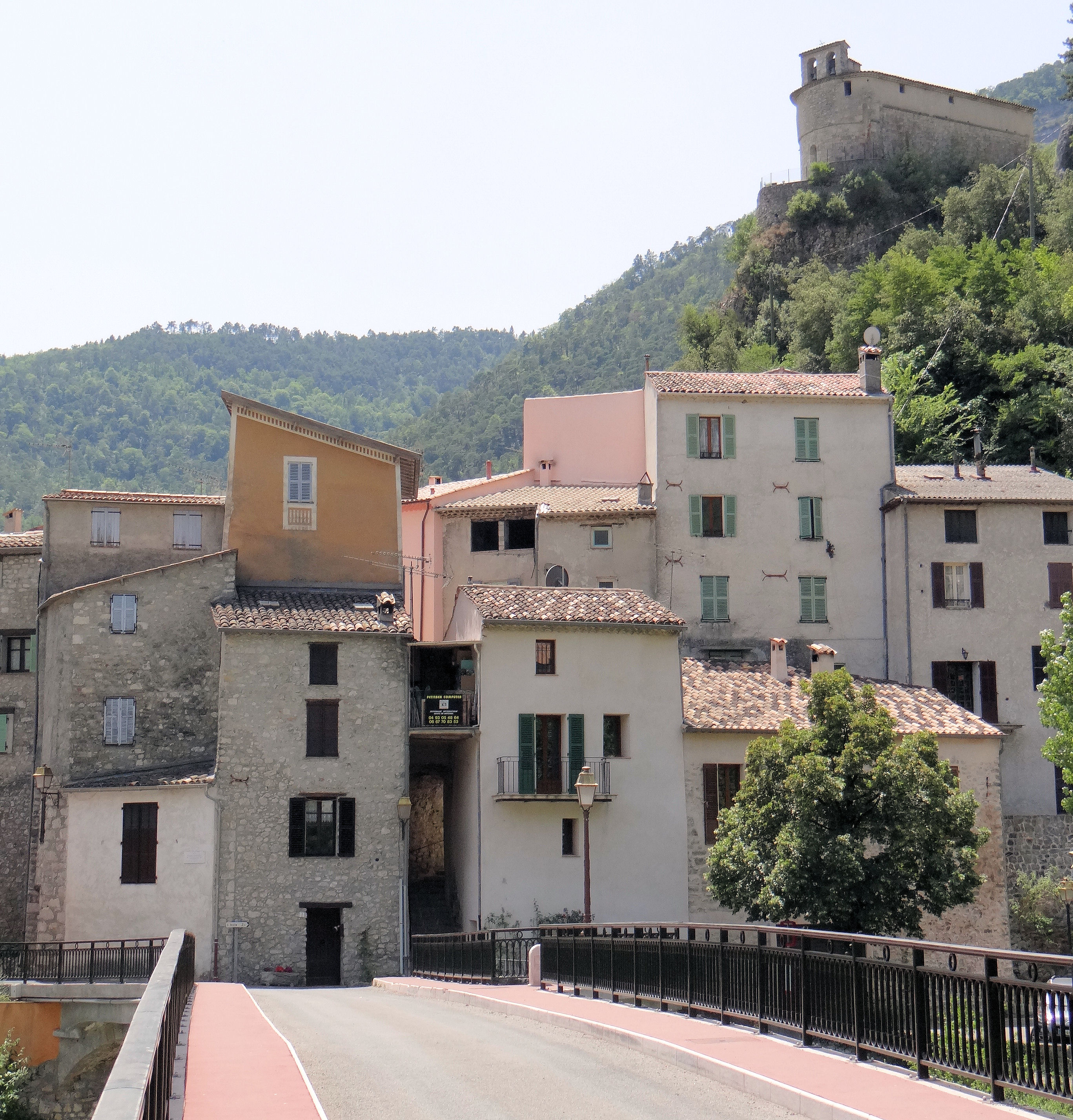
Vue du village depuis le Pont de France.
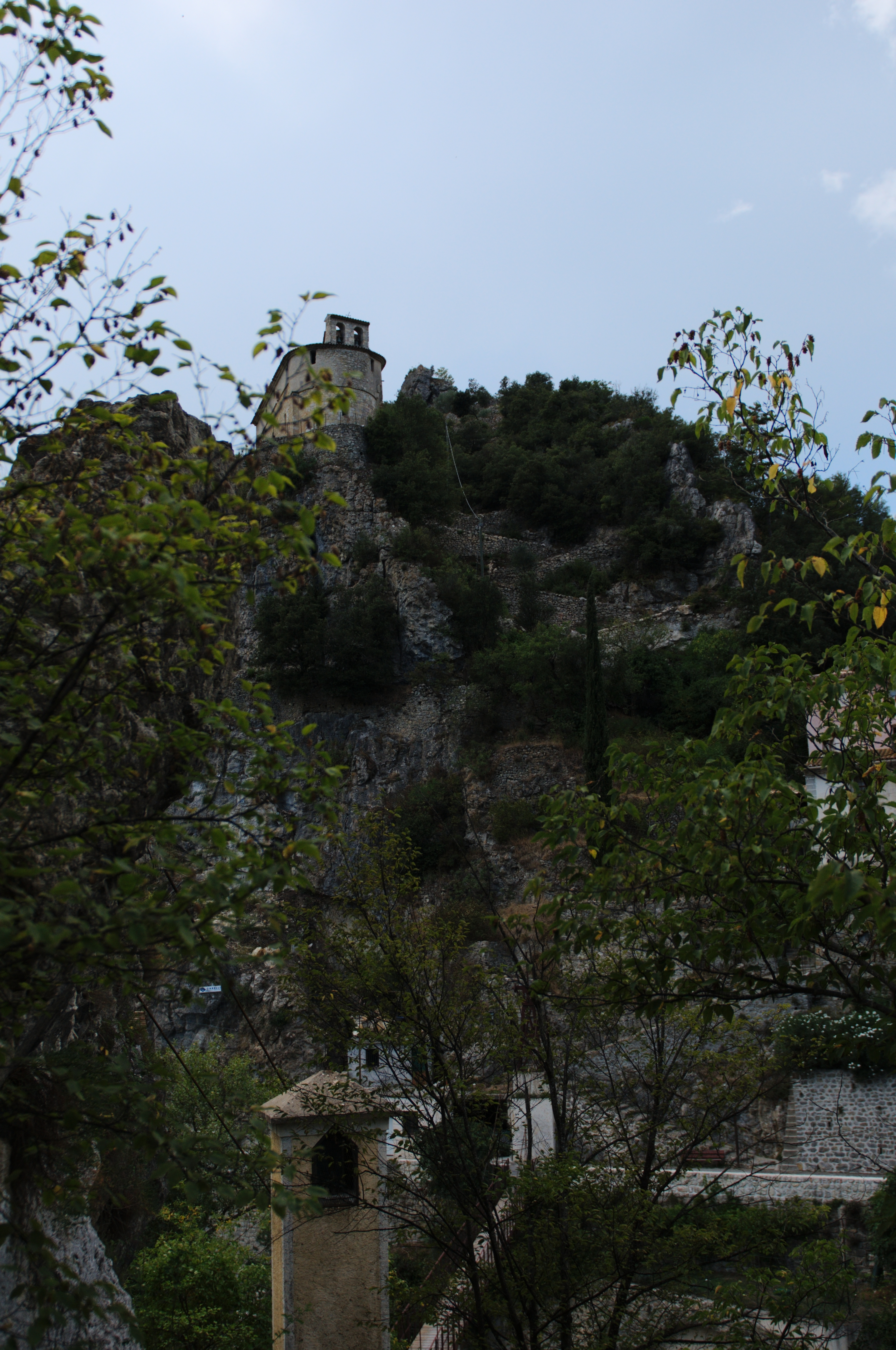
Vue Est après la passerelle.
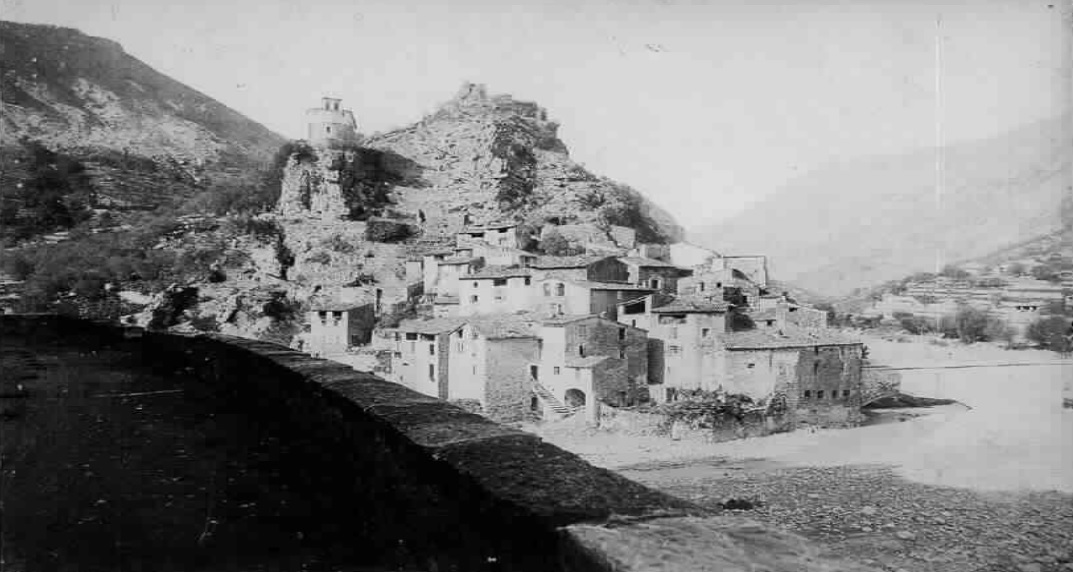
Vue du village, début XXe siècle.
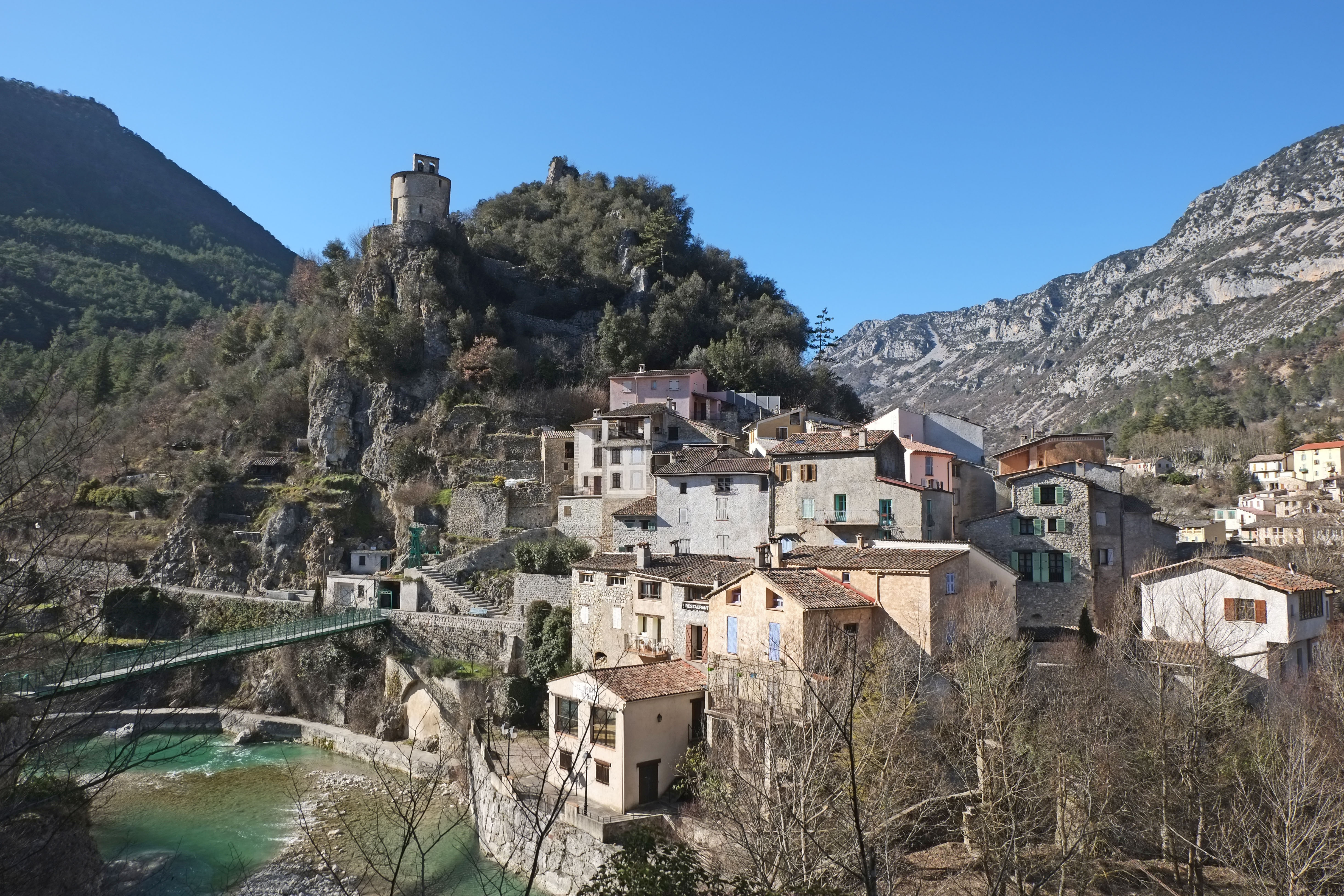
Vue actuelle du village.

### Biographie
- Jacques Thirion, Alpes romanes, p. 59, Éditions Zodiaque (collection (la nuit des temps no 54), La Pierre-qui-Vire, 1980
- Philippe de Beauchamp, L'art religieux dans les Alpes-Maritimes, p. 118, Édisud, Aix-en-Provence, 1983  (ISBN 2-85744-485-0)
- Jean-Claude Poteur, Étude de la commune de Roquestéron-Grasse, p. 17 « église paroissiale Sainte Pétronille », Recherches régionales, Conseil Général des A.M., Nice, 2001 (lire en ligne)